# Rogów (okręg poniewieski)
Rogów (lit. Raguva) – miasteczko na Litwie, położone w okręgu poniewieskim, w rejonie poniewieskim, na południowy wschód od Poniewieża, 1 km w bok od drogi Poniewież – Wiłkomierz. Miasteczko liczy 610 mieszkańców (2001). Siedziba starostwa Rogów.
W roku 1784 należał do Michała Straszewicza, marszałka powiatu upitskiego, którego dobra rogowskie obejmowały jeszcze:
- dwór w Starym Rogowie, ze wsiami Zaniewieście(inne języki)[2], Kuczki(inne języki)[3], Puciłów[4], Użuprudzie(inne języki)[5], Bojary Narbuty(inne języki)[6]
- folwark Pojoście(inne języki) ze wsiami Końcagole(inne języki), Budrańce(inne języki),  Nibragole(inne języki)
- folwark Jostyniki[7] ze wsiami Jostyniki(inne języki) i Beczerniki(inne języki).

Po roku 1831 wraz z dobrami skonfiskowany Józefowi Straszewiczowi.
Podczas powstania styczniowego w okolicznych lasach zorganizował się oddział Zygmunta Sierakowskiego i 6 kwietnia 1863 stoczył potyczkę.
Dziś znajduje się tu Kościół Wniebowzięcia Najświętszej Marii Panny z 1816, Cerkiew Narodzenia Matki Bożej z 1875, poczta, szkoła i figura św. Floriana z XIX w.
Od 2001 roku, nadany dekretem prezydenta Republiki Litewskiej, miasteczko posiada własny herb.